# Senise
Senise är en ort och kommun i provinsen Potenza i regionen Basilicata i Italien. Kommunen hade 6 995 invånare (2017).